# الحيجلة (العدين)

تعديل مصدري - تعديل

الحيجلة محلة تابعة لقرية صنيد الغربي، التابعة لعزلة الغضيبة بمديرية العدين إحدى مديريات محافظة إب في الجمهورية اليمنية.، بلغ تعداد سكانها 39 حسب تعداد اليمن لعام 2004.